# Хайнес, Эл
Альфред Клэр «Эл» Хайнес (англ. Alfred Clair Haynes; 31 августа 1931 — 25 августа 2019) — американский лётчик гражданской авиации, работавший в компании United Airlines. 19 июля 1989 года он был за штурвалом самолёта McDonnell Douglas DC-10, у которого во время рейса 232 вышел из строя двигатель и была перебита вся система гидравлики, однако Хайнес сумел организовать жёсткую посадку самолёта в Су-Сити. Позже он нередко выступал как оратор на встречах и конференциях по вопросам авиационной безопасности.

## Служба в ВМС и работа в United Airlines
Эл Хайнес родился 31 августа 1931 года в местечке Парис (штат Техас). Окончил Техасский колледж A&M, четыре года служил на флоте во время Корейской войны (лётчик палубной авиации). После увольнения из ВМС США отправился работать в компанию United Airlines, где проработал всего 35 лет до своей отставки в 1991 году.

## Рейс United Airlines 232
Хэйнес пришёл в компанию United Airlines, отслужив перед этим в ВМС США. Большую часть своего времени в компании он провёл, работая бортинженером или вторым пилотом, и всячески отказывался от повышений, поскольку не желал покидать Сиэтл. Тем не менее, в 1985 году он всё же был повышен и стал командиром воздушного судна, поскольку собирался уходить на пенсию и рассчитывал получить большую компенсацию.
19 июля 1989 года Хэйнес пилотировал McDonnell Douglas DC-10-10 — лайнер с тремя двигателями, на борту которого были 285 пассажира и 11 членов экипажа. Самолёт вылетал из Денвера и направлялся в Филадельфию, планируя совершить промежуточную посадку в Чикаго. В разгар полёта произошёл отказ хвостового двигателя: ротор разлетелся на куски и повредил гидравлику, что лишило Хэйнеса возможности управлять закрылками. Самолёт стал крениться вправо, и Хэйнес вынужден был отключить повреждённый хвостовой двигатель, вернув прежнее положение самолёта, но управлять им он мог только с помощью тяги двух оставшихся двигателей.
В ходе рейса ему помогали второй пилот Уильям Рой Рекордс, бортинженер Дадли Джозеф Дворак и летевший пассажиром Деннис Эдвард Фитч, который также работал пилотом в компании United Airlines. Самолёт вынужден был сесть в Су-Сити, однако у него фактически не работало управление. Хэйнес с большим трудом осуществил снижение самолёта и уменьшил его скорость, подняв нос вверх, однако при приземлении самолёт всё равно в два раза превысил допустимую скорость, а после посадки загорелся и взорвался. В результате катастрофы 79 человек погибли от полученных травм (ещё один умер через месяц от последствий полученных травм), а 32 задохнулись дымом; остальных удалось спасти. Сами пилоты застряли в кабине, и только через полчаса спасатели вытащили их.

## После катастрофы

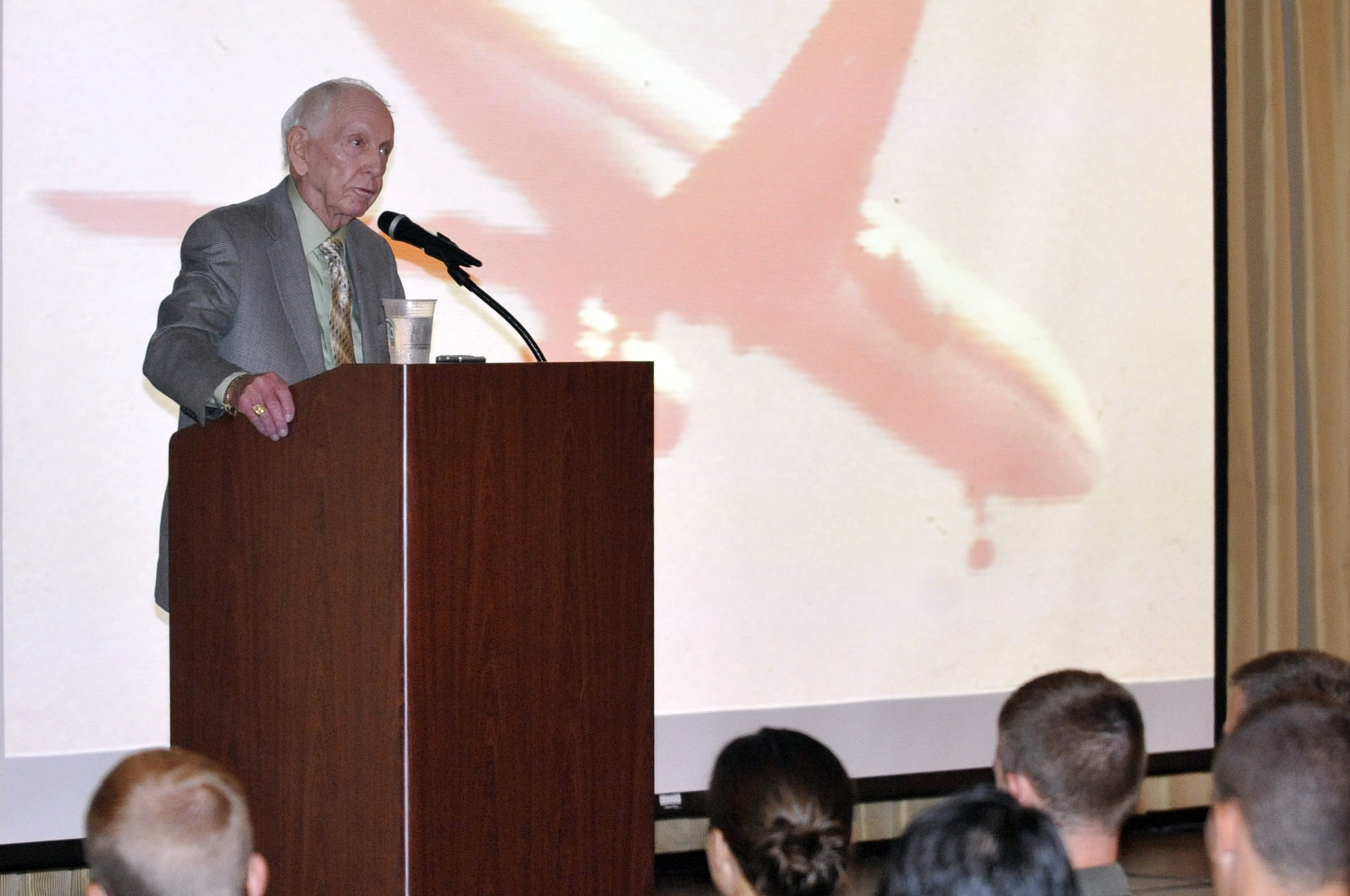
Эл Хейнс выступает с речью в 305-м воздушном крыле в 2012 году.

Хайнес прошёл курс реабилитации, прежде чем вернуться к работе.
Помимо работы пилотом, Хайнес работал судьёй Малой бейсбольной лиги на протяжении 33 лет, став главным судьёй на матчах Лиги сезона 1978 года. Также он более 25 лет работал диктором на школьных матчах по американскому футболу.
В 2009 году, после аварийной посадки A320 на Гудзон, радиостанция National Public Radio, отмечая действия осуществившего эту посадку Чесли Салленбергера, сопоставила их с действиями Хэйнеса, назвав их героическими. Сам Хэйнес считал недостойным подобное своё упоминание, утверждая, что спасение выживших пассажиров обеспечил не он, а бортпроводники, которые заслуживали, на его взгляд, куда большего доверия и почестей.
Скончался 25 августа 2019 года в Сиэтле после непродолжительной болезни, не дожив шесть дней до своего 88-летия.

## Награды
- Имя на Смитсонианской стене почёта (англ. Smithsonian Wall of Honor)[2]
- Премия доктора Эрла Вайнера[12]